# Sara Hossain

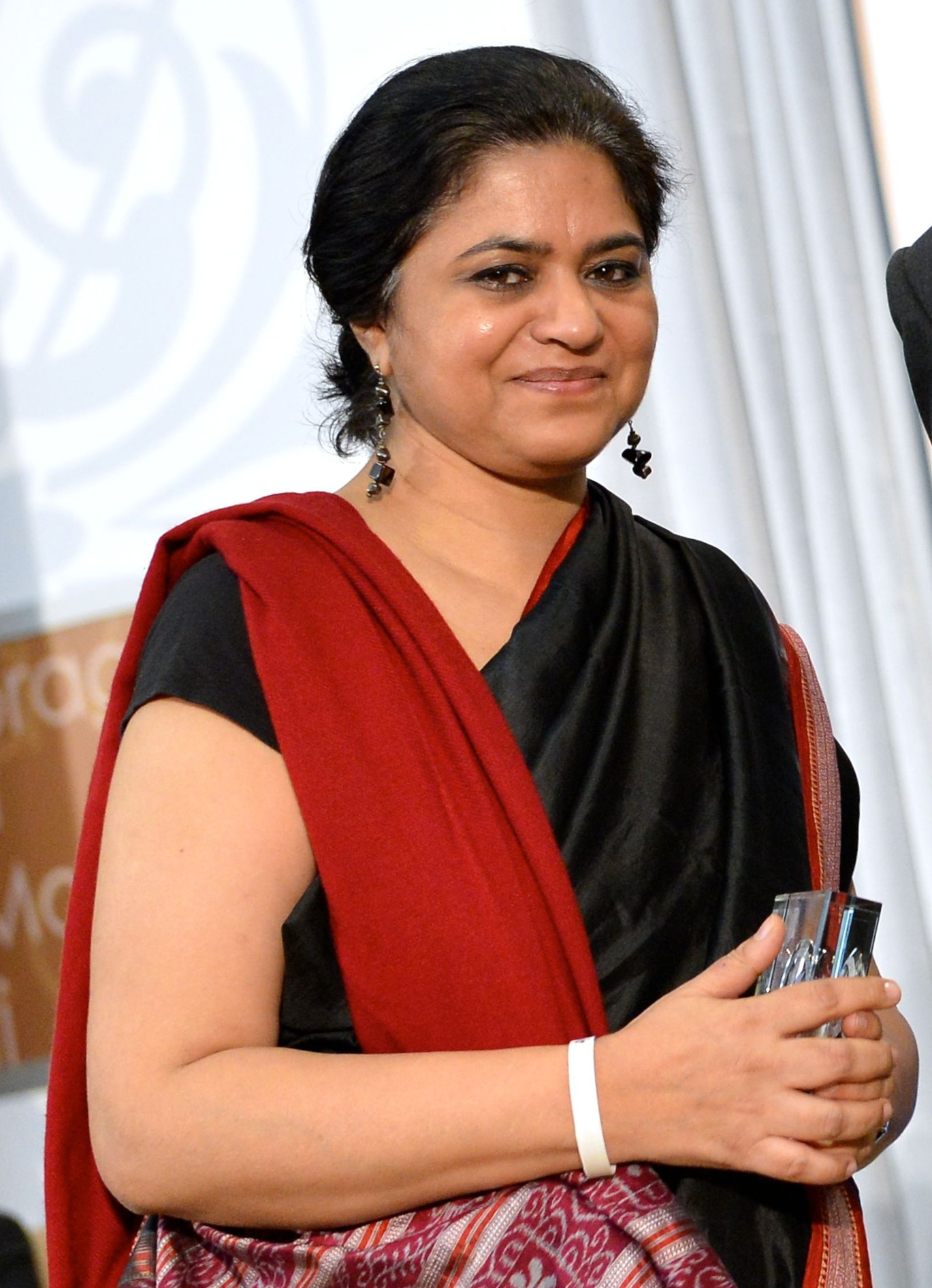
Sara Hossain, Bangladesch. 2016.

Sara Hossain (bengalisch সারা হোসেন Sārā Hosen) ist eine Rechtsanwältin in Bangladesch, die als Barrister beim Supreme Court of Bangladesh arbeitet und als Honorary Executive Director des Bangladesh Legal Aid and Services Trust (BLAST) dient. Sie wurde 2016 durch den United States Secretary of State mit dem International Women of Courage Award geehrt. Hossain spielte eine Schlüsselrolle in der Abfassung von Bangladeschs erster umfassender Gesetzgebung zu Gewalt gegen Frauen. Aus dem Entwurf entstand 2010 ein Gesetz. Sie ist auch bekannt für ihre Kritik an Gewalt durch Fatawa, da Fatawa oft verfasst werden um Frauen und Mädchen zu erniedrigen oder gewalttätig zu bestrafen. Sie sprach sich auch gegen den Jungfräulichkeitstest mit dem Zwei-Finger-Test bei Fällen von Vergewaltigung und sexuellen Übergriffen aus und gegen erzwungene Verschleierung. Hossain war Mitherausgeberin von Honour: Crimes, Paradigms and Violence Against Women (mit Lynn Welchman).

## Leben

### Ausbildung und Arbeit
Hossain erwarb ihren Bachelor of Arts und Master of Arts in Law (jurisprudence) 1988 am Wadham College, Oxford. Sie erhielt ihre Anwaltslizenz (called to the Bar) bei Middle Temple. Sie bewarb sich 1992 in der High Court Division des Supreme Court of Bangladesh und ging 2008 über zur Appellate Division (Berufungsabteilung). Hossain arbeitete auch als Justizbeamtin (Legal Officer) bei INTERIGHTS für die Südasien-Abteilung von 1997 bis 2003. Sie engagierte sich in Menschenrechtsstreitigkeiten vor nationalen und internationalen Gerichten, einschließlich des Europäischen Gerichtshofs für Menschenrechte und der Inter-American Commission on Human Rights, sowie dem Human Rights Committee on the use of international and comparative human rights law. Sie arbeitete auch mit an einer multinationalen Studie zu Ehren-Verbrechen mit dem Centre for Islamic and Middle Eastern Law am SOAS, London. Derzeit ist Hossain Partner im Rechtsanwaltsbüro Dr. Kamal Hossain and Associates.
Im Juli 2018 ernannte der UN-Menschenrechtsrat Hossain zu Mit-Vorsitzenden (zusammen mit David Crane und Kaari Betty Murungi) in einer Commission of Inquiry into the killing of at least 140 Palestinians by the Israeli army (Kommission zur Tötung von mindestens 140 Palästinensern durch die Israelische Armee) aus drei Personen.

### Ehrenamt
Hossain ist außerdem Mitglied im Executive Committee der bengalischen Menschenrechtsorganisation Ain-O-Salish Kendra aus Dhaka. Sie war im Vorstand des South Asia Womens Fund (SAWF) und diente als Commissioner der International Commission of Jurists (ICJ). Sie ist Mitglied des Human Rights Committees der International Law Association (ILA) und des Advisory Committees der Women’s International Coalition on Gender Justice (WICG).

## Ehrungen
2016 wurde Hossain durch den damaligen US Secretary of State John Kerry mit dem International Women of Courage Award ausgezeichnet. In der Begründung heißt es: Sie „ermächtigt Frauen und Mädchen und gibt den Stimmlosen eine Stimme in Bangladesch durch ihren furchtlosen Rechtsbeistand.“ Hossain wurde auch 2008 durch das Weltwirtschaftsforum als „Young Global Leader“ benannt und als „Asia 21 Fellow“ durch die Asia Society (New York) 2007. 2005 erhielt sie den Ananya Top Ten Leading Women Award, sowie den Human Rights Lawyer Award vom Lawyers Committee for Human Rights (Human Rights First).

## Familie
Sara ist die Tochter von Dr. Kamal Hossain, einem Politiker und Verfasser der Constitution of Bangladesh. Er ist der Präsident des Gano Forum, einer politischen Partei in Bangladesch, welche er 1992 gegründet hatte. Die Familie gehört zu den bengalischen, moslemischen Zamindar-Familien aus Shayestabad in Barishal. Die Familie beansprucht Abstammung von Ali, dem vierten Kalifen. Sara ist verheiratet mit dem britischen Menschenrechtsaktivisten David Bergman einem Investigativjournaliste, der bei der bengalischen Zeitung New Age arbeitet. Er ist bekannt für seine Reportage zu Kriegsverbrechen während des Bangladesch-Kriegs (1971).

## Veröffentlichungen
- Handbook on Legal Remedies for Forced Marriage. 2014.
- Bangladesh UPR Forum’s Submission to the Human Rights Council.[17] 2009.
- Human Rights in Bangladesh (2006-08).
- mit Lynn Welchman: 'Honour': Crimes, Paradigms and Violence Against Women. Zed Books  2005. ISBN 978-1-84277-627-8
- mit Shahdeen Malik und Bushra Musa Rights in Search of Remedies: Public Interest Litigation in South Asia[18] 1996.
- The Chittagong Hill Tracts, Bangladesh: On the Difficult Road to Peace. 2003.

### Artikel
- Wayward Girls and Well Wisher Parents: Habeas Corpus, Women’s Rights and the Bangladesh Courts. In: Forced Marriage. 2010.
- Confronting Constitutional Curtailments: Attempts to Rebuild Independence of the Judiciary in Bangladesh. In: Handbook of Politics in South Asia. 2010.
- mit Iain Byrne: ‘South Asia’ In: Social Rights Jurisprudence: Emerging Trends in International and Comparative Law. 2008.
- The Right to Marry. In: Men’s Laws, Women’s Lives. 2005.
- Apostates, Ahmadis and Advocates: Uses and Abuses of Offences against Religion. In: Warning Signs of Fundamentalism. 2004-5.
- mit Suzanne E. Turner: Abduction and Forced Marriage: Rights and Remedies in Bangladesh and Pakistan. In: International Family Law. 2001.
- mit Sajeda Amin: Women’s Reproductive Rights and the Politics of Fundamentalism: A View From Bangladesh. American University Law Review. 1995.
- Equality and Personal Laws in South Asia. In: Human Rights of Women: National and International Perspectives. 1994.